# Parcul Ștrand
Parcul Ștrand este un parc din municipiul Pitești construit în anul 1934 la inițiativa generalului Ion Antonescu, când primarul Piteștiului era avocatul Cornel Zamfirescu. Parcul se află la malul Argeșului.
Astăzi parcul de pe malul râului Argeș oferă vizitatorilor prilej de relaxare: plimbări cu barca, curse de carturi, terenuri de fotbal, tenis, baschet, handbal, patinoar artificial. Tot aici copii pot înconjura parcul cu trenulețul, pot improviza spectacole pe scena teatrului de vară amplasat pe insula parcului, după cum se pot bucura si de priveliști fără egal, animate de lebede, pescăruși și rațe sălbatice.

## Istorie
După 1945, zona a fost rebotezată, în stilul noilor conducători ai epocii comuniste, și a primit numele muncitoresc de parcul „Vasile Roaită”. În anul 1953, el a fost reamenajat pentru prima dată, fiind trasate alte alei și plantați arbori ornamentali. În anii ‘60, acesta avea mai multe poduri de lemn peste canalele pe care fuseseră deja lansate la apă bărcile și în parc exista chiar și un „colț chinezesc”, amplasat pe una dintre insule.